# Елизавета Саксен-Мейнингенская
Елизаве́та Са́ксен-Мейнинге́нская (нем. Elisabeth von Sachsen-Meiningen), полное имя Елизаве́та Эрнести́на Анто́ния Са́ксен-Мейнинге́нская (нем. Elisabeth Ernestine Antonie von Sachsen-Meiningen; 3 декабря 1681, Майнинген, Герцогство Саксен-Мейнинген — 24 декабря 1766, Бад-Гандерсхайм, Аббатство Гандерсхейм) — принцесса из Эрнестинской линии дома Веттинов, дочь герцога Саксен-Мейнингена Бернгарда I.
Лютеранская княгиня-аббатиса имперского монастыря Гандерсхейм с 1713 по 1766 год. Основательница монастырской библиотеки. Покровительствовала искусствам и литературе.

## Семья и ранние годы
Родилась в Майнингене 3 декабря 1681 года. Она была дочерью герцога Саксен-Мейнингена Бернгарда I и Елизаветы Элеоноры Брауншвейг-Вольфенбюттельской, принцессы из дома Вельфов. По отцовской линии приходилась внучкой герцогу Саксен-Готы и Саксен-Альтенбурга Эрнсту I и герцогине Елизавете Софии Саксен-Альтенбургской, которая, как и супруг, принадлежала к Эрнестинской линии дома Веттинов. По материнской линии была внучкой герцога Брауншвейг-Люнебурга в Вольфенбюттеле Антона Ульриха и Елизаветы Юлианы Шлезвиг-Гольштейн-Зондербург-Норбургской, принцессы из Шлезвиг-Гольштейн-Зондербург-Норбургской ветви Ольденбургского дома.
Детство и юность принцессы прошли при дворе в Майнингене. В раннем возрасте она увлекалась литературой и музыкой. Принцесса обладала хорошими вокальными данными. Она пела и играла на сцене придворного театра.

## Аббатиса

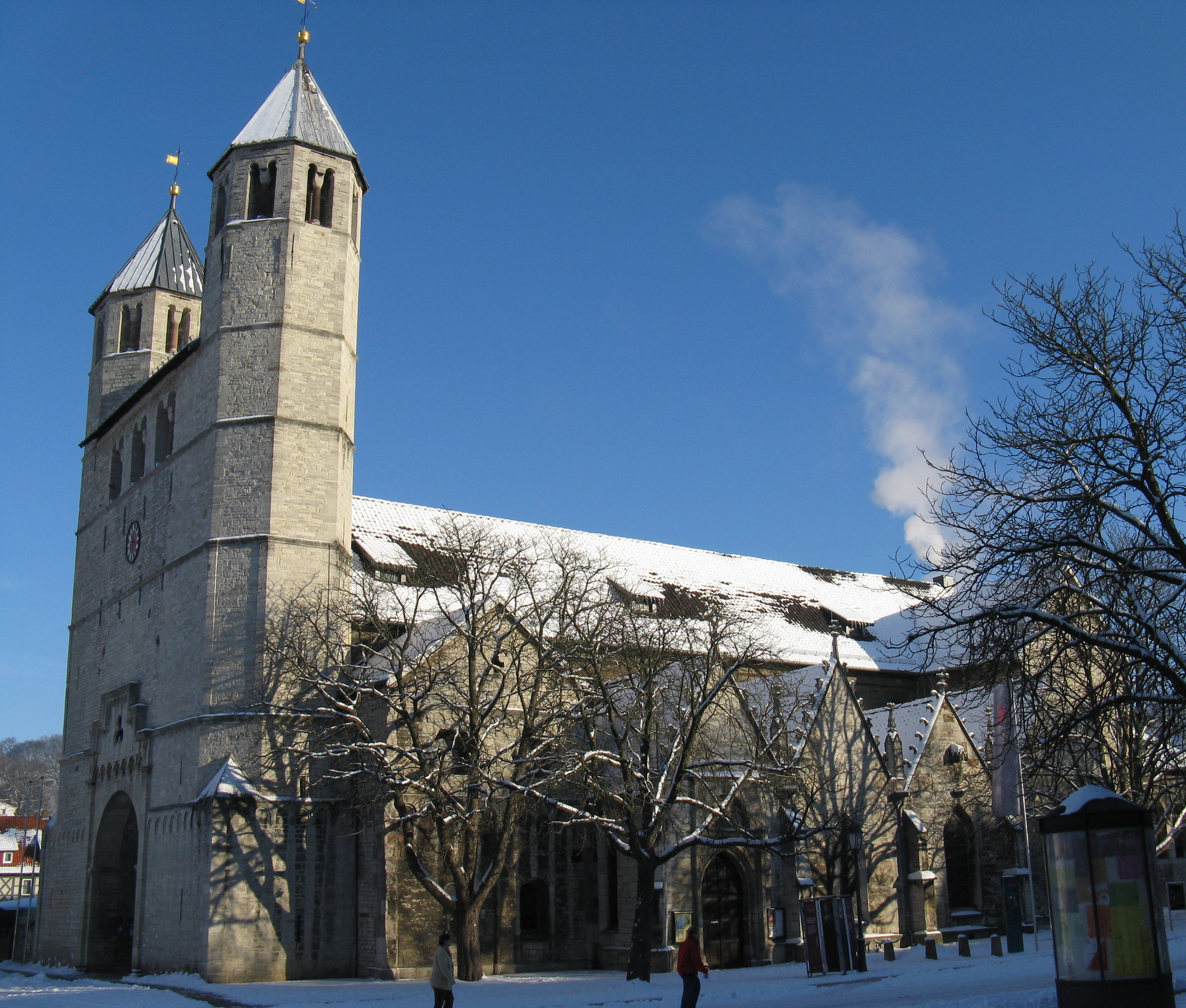
Вид на коллегиальную церковь аббатства

В 1713 году Елизавета стала лютеранской аббатисой имперского аббатства Гандерсхейм, сменив на этом посту умершую родственницу, Марию Елизавету Мекленбургскую. Современники особенно отмечали благочестие Елизаветы и её деятельность, как настоятельницы аббатства после Реформации. Между 1709 и 1749 годами принцесса стенографировала каждую проповедь, которую слышала в церкви. Увлекавшаяся литературой и искусством, Елизавета значительно расширила монастырские коллекции произведений искусства, собрания книг и рукописей.
В апреле 1721 года, получив одобрение капитула, она учредила новую монастырскую библиотеку. Предыдущие монастырские собрания были утрачены в период Реформации и последующих войн. Действия аббатисы поддержали многочисленные жертвователи и оберхофмейстер аббатства Антон Кролл фон Фрейхан. Последний руководил крупными закупками книг, составивших основу библиотеки. Посвящения на страницах томов свидетельствуют о том, что Елизавета не стеснялась предлагать гостям аббатства внести свой вклад в дело приобретения изданий для библиотеки. Собранная ею коллекция, состоит, главным образом из старых изданий, приобретённых на книжных аукционах или поступивших по завещанию, после смерти бывших владельцев, поэтому в библиотеке почти нет произведений современных Елизавете.
В 1713—1726 годах на монастырском подворье в Брунсгаузене аббатисой был построен летний дворец, в котором она разместила коллекции произведений искусства и научные  кабинеты. Рядом с этим дворцом был разбит сад в стиле барокко. В 1726—1736 годах принцесса построила в монастыре великолепный барочный флигель с императорским залом, который стал местом двора настоятельницы имперского аббатства.
На протяжении всей жизни Елизавета тесно общалась с братом, герцогом Саксен-Майнингена Антоном Ульрихом, которого поддерживала в спорах с другими братьями и помогала ему деньгами. Коллекция произведений искусства и предметов естествознания герцога в Майнингене была создана в тесном сотрудничестве с сестрой-аббатисой. Антон Ульрих унаследовал большую часть коллекции Елизаветы, которая была передана в Майнинген после её смерти.

## Поздние годы
Она умерла в канун Рождества 1766 года и погребена в мраморном саркофаге в Соборной церкви Гандерсхайма.